# Thiên Cung 1
Thiên Cung 1 (tiếng Trung: 天宫一号; bính âm: Tiāngōng yīhào, Hán Việt: Thiên Cung nhất hiệu) là trạm không gian đầu tiên của Cộng hòa Nhân dân Trung Hoa, được mong đợi là sẽ làm cơ sở cho việc thử nghiệm phát triển các trạm không gian có kích cỡ lớn hơn. Thiên Cung 1 được phóng bởi một tên lửa đẩy Trường Chinh 2FT1, vào ngày 29 tháng 9 năm 2011. Đây là một phần trong chương trình trạm không gian Thiên Cung, còn được biết đến với tên gọi Dự án 921-2, nhằm mục đích xây dựng một trạm không gian lớn và có người ở bán thường xuyên trên quỹ đạo vào năm 2020.
Thiên Cung 1 ban đầu được dự kiến sẽ được tháo dỡ vào năm 2013, [12] sẽ được thay thế trong thập niên tiếp theo bằng các mô-đun Thiên Cung 2 và Thiên Cung 3 lớn hơn, nhưng nó còn quay xung quanh quỹ đạo cho đến ngày 2 tháng 4 năm 2018. 

## Thiết kế và phát triển
Theo Cục Không gian Nhà nước Trung Quốc (国家航天局), Thiên Cung 1 là một "môđun thí nghiệm không gian" có trọng lượng 8,5 tấn (19.000 lb), có khả năng lắp ghép với tàu vũ trụ có người lái và tự hoạt động. Các tàu vũ trụ Thần Châu 8, Thần Châu 9 và Thần Châu 10 dự kiến sẽ ghép nối với Thiên Cung một trong hai năm hoạt động của trạm.
Vào ngày 29 tháng 9 năm 2008, Trương Kiến Khải (张建启), Phó giám đốc của Công trình Hàng không Vũ trụ có người lái của Trung Quốc (CMSEO), tuyên bố trong một cuộc phỏng vấn với Đài truyền hình Trung ương Trung Quốc (CCTV) rằng Thiên Cung 1 có thể được đưa lên bệ phóng vào năm 2010 hoặc 2011. Tân Hoa xã sau đó nói rõ rằng trạm không gian không người này có thể được phóng vào cuối năm 2010, và tuyên bố rằng việc đổi mới các trang thiết bị tại mặt đất đã được tiến hành.
Năm 2008, trang thông tin chính thức của Công trình Hàng không Vũ trụ có người lái của Trung Quốc đăng một mô tả ngắn gọn về Thiên Cung 1, cùng với Thiên Cung 2 và Thiên Cung 3, hai phòng thí nghiệm không gian này được lên kế hoạch đưa ra bệ phóng sau Thiên Cung 1. Một mô hình của trạm không gian đã được tiết lộ tại chương trình đón giao thừa tết Âm Lịch năm Kỷ Sửu của CCTV vào ngày 25 tháng 1 năm 2009.
Thiên Cung 1 tuy vậy vẫn được trang bị thiết bị thể dục và hai phòng ngủ. Các bức tường bên trong của môđun được sơn hai màu, một màu biểu thị cho mặt đất và màu còn lại biểu thị cho bầu trời. Điều này sẽ giúp các phi hành gia trên các trạm không gian sau này giữ được định hướng trong môi trường không trọng lượng.
Giữa năm 2011, việc sản xuất môđun Thiên Cung 1 đã hoàn tất, và sau đó môđun đã được tiến hành các thử nghiệm về cơ, điện và nhiệt. Các thử nghiệm cũng được tiếng hành trên tên lửa đẩy Trường Chinh 2F, là tên lửa sẽ đưa Thiên Cung 1 lên quỹ đạo.

## Phóng lên không gian
Thiên Cung 1 ban đầu được dự kiến phóng vào tháng 8 năm 2011, và đã được vận chuyển đến Trung tâm Phóng vệ tinh Tửu Tuyền vào ngày 23 tháng 7, và đã hoàn thành một cuộc thử nghiệm khởi động vào ngày 17 tháng 8. Tuy nhiên, sau thất bại của tên lửa Trường Chinh 2C vào tháng 8 năm 2011, việc phóng trạm đã được hoàn lại. Sau một nghiên cứu vào tháng 8, việc phóng Thiên Cung 1 lên không gian đã được dời lại vào cuối tháng 9 năm 2011, một phần cũng đề gần hơn với ngày quốc khánh Trung Quốc 1 tháng 10. Thiên Cung 1 cuối cùng đã được phóng thành công vào 13:16 Giờ quốc tế (21:16 giờ TQ) vào ngày 29 tháng 9 năm, 2011. Truyền hình Trung ương Trung Quốc phát sóng về vụ phóng này cùng với nhạc nền là bài hát ái quốc Mỹ, America the Beautiful nhưng sau đó họ không đưa ra lời giải thích nào vì sao họ chọn nhạc nền này.

## Ứng dụng
Cung cấp mô-đun mục tiêu cho việc thí nghiệm ghép nối trên vũ trụ; bước đầu xây dựng lên mặt bằng thí nghiệm vũ trụ vận hành trên quỹ đạo không có người trong thời gian dài và có người trong thời gian ngắn, nhằm tích lũy kinh nghiệm cho việc nghiên cứu chế tạo trạm vũ trụ; tiến hành thí nghiệm khoa học vũ trụ, thực nghiệm y học vũ trụ và thí nghiệm công nghệ vũ trụ.
Các phiên bản cải tiến từ Thiên Cung 1 sẽ được sử dụng để thiết kế các tàu vũ trụ chở hàng hóa cho trạm không gian có con người trong tương lai của Trung Quốc. Trọng lượng của các tàu vũ trụ được ước tính là 13 tấn (29.000 lb), với tải trọng khoảng 6 tấn (13.000 lb).

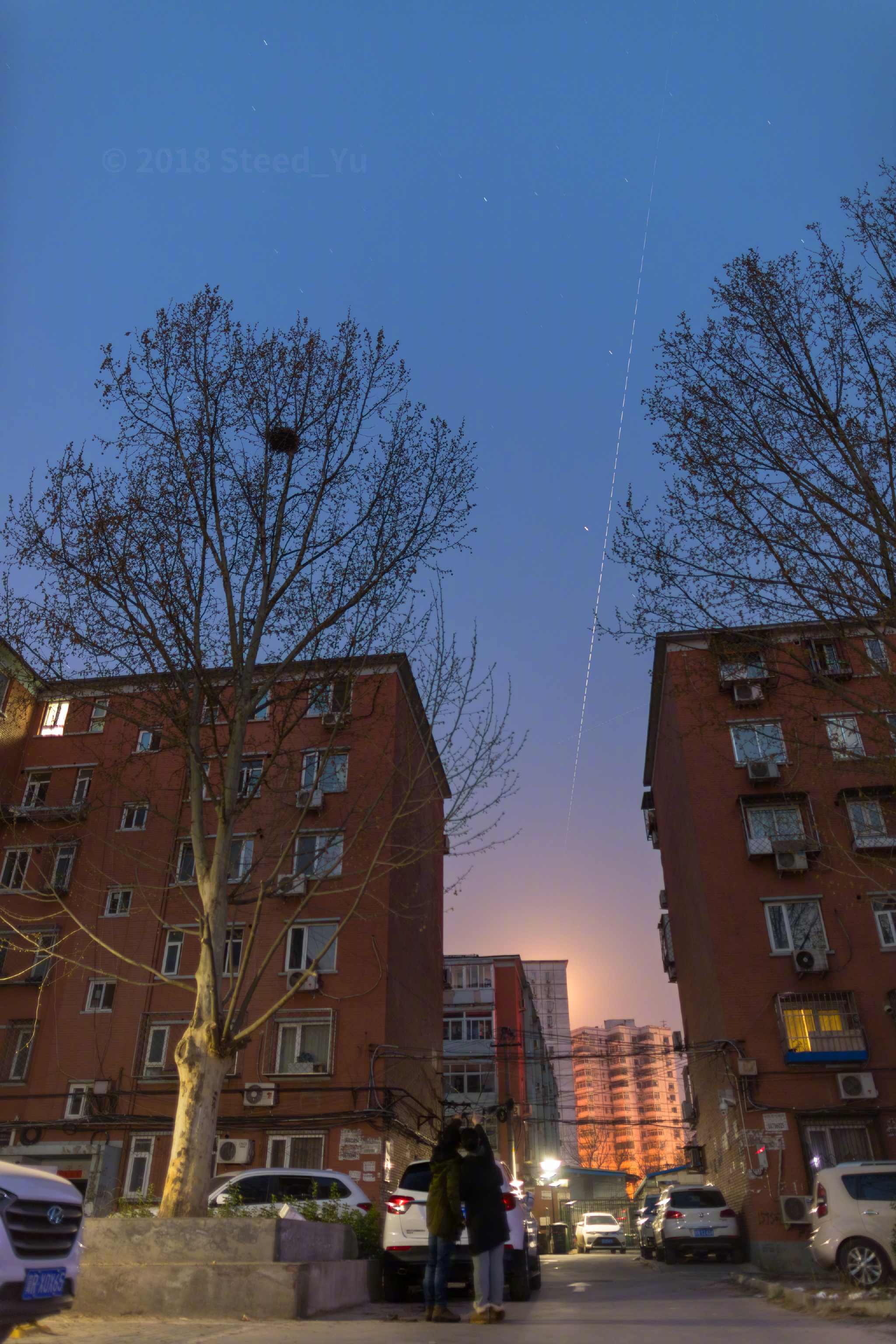
Thiên Cung 1 bay qua bầu trời Bắc Kinh 1/4/2018

## Hiện hình
Thiên Cung 1 có thể được nhìn thấy bằng mắt thường tại các nơi có vĩ độ thấp, vì môđun có một độ nghiêng quỹ đạo là 42 độ.

## Mất kiểm soát và  rơi xuống Trái Đất
Năm 2016, Trung Quốc mất quyền kiểm soát trạm này và dự kiến sẽ sớm rơi trở lại Trái Đất vào năm 2018. Cơ quan vũ trụ Châu Âu cùng 13 cơ quan khác trên thế giới (ISA, CNES, CNSA, CSA, DLR, ESA, ISRO, JAXA, KARI, NASA, Roskosmos, SSAU và UKSA) đang theo dõi sát sao Thiên Cung 1 để đưa ra dự báo chính xác vị trí trạm này rơi xuống Trái Đất. 
Ngày 2 tháng 4 năm 2018, Thiên Cung 1 rơi lại vào bầu khí quyển Trái Đất và va vào Nam Thái Bình Dương, phía Tây Bắc của Tahiti.